# Le evasioni celebri
Le evasioni celebri (Les évasions célèbres) è una serie televisiva in 13 episodi trasmessi per la prima volta nel corso di una sola stagione nel 1972.
È una serie d'avventura incentrata su alcune evasioni celebri tra cui quelle del conte di Lavalette, di Giacomo Casanova, Benvenuto Cellini e Bartolomeo Colleoni.

## Produzione
La serie fu prodotta da Office de Radiodiffusion Télévision Française (ORTF) e Pathé Le musiche furono composte da Jean-Pierre Bourtayre.

### Registi
- Registi accreditati e i relativi episodi:[3][4]
  - Jean-Pierre Decourt: L’evasione del conte di Lavalette, Un errore di gioventù, Lo schiavo gallico, La doppia vita del signor de la Pivardière, L'evasione di Casanova
  - Christian-Jaque: L'evasione del Duca di Beaufort, Il giocatore di scacchi
  - Marcello Baldi: Benvenuto Cellini
  - Tamás Rényi: L'inchiesta dell'ispettore Lamb
  - Tony Flaadt: Jürg Jenatsch, l'eroe dei Grigioni
  - Károly Makk: Il principe Rakoczi
  - Lionello De Felice: Il condottiero Bartolomeo Colleoni
  - André Soupart: Jacqueline di Baviera

### Sceneggiatori
- Sceneggiatori accreditati e i relativi episodi:[3][4]
  - André Castelot: L'evasione del Duca di Beaufort
  - Claude Brulé: L’evasione del conte di Lavalette, L'evasione di Casanova,
  - Henri Kubnick: Un errore di gioventù, Il giocatore di scacchi, La doppia vita del signor de la Pivardière, Benvenuto Cellini
  - Jean Cosmos: Un errore di gioventù
  - Henri de Turenne: Lo schiavo gallico
  - Jacques Robert : Il giocatore di scacchi
  - Christian-Jaque: Il giocatore di scacchi
  - Albert Simonin: Il giocatore di scacchi, L'inchiesta dell'ispettore Lamb
  - Jean-Pierre Decourt: Il giocatore di scacchi
  - Marcello Baldi: Benvenuto Cellini, Il condottiero Bartolomeo Colleoni
  - Mimmo Calandruccio: Benvenuto Cellini, Il condottiero Bartolomeo Colleoni
  - Tamás Rényi: L'inchiesta dell'ispettore Lamb
  - Marcello Pagliero: Jürg Jenatsch, l'eroe dei Grigioni
  - Henri Noguere: Il principe Rakoczi
  - Nathan Grigorioff : Jacqueline di Baviera

- Musiche di:
  - Jean-Pierre Bourtayre: L'evasione del Duca di Beaufort, L’evasione del  conte di Lavalette, Un errore di gioventù, Lo schiavo gallico, Il giocatore di scacchi, La doppia vita del signor de la Pivardière, Jürg Jenatsch, l'eroe dei Grigioni, Il condottiero Bartolomeo Colleoni, Jacqueline di Baviera
  - Piero Piccioni: L'evasione di Casanova, Benvenuto Cellini
  - Géza Berky: L'inchiesta dell'ispettore Lamb, Il Principe Rakoczi

## Distribuzione
La serie fu trasmessa in Francia dal 6 marzo 1972 al 4 dicembre 1972 sulla rete televisiva ORTF. In Italia è stata trasmessa con il titolo Le evasioni celebri.

## Episodi
| Stagione       | Episodi | Prima TV Francia |
| -------------- | ------- | ---------------- |
| Prima stagione | 13      | 1972             |